# کاروکان
کاروکان به معنای تحت‌الفظی یوکان سبک (به ژاپنی: 軽羹 Karukan) یکی از انواع واگاشی (شیرینی ژاپنی) است.